# 加瀬俊一 (1920年入省)
加瀬 俊一（かせ しゅんいち、1897年10月23日 - 1956年9月9日）は、日本の外交官。太平洋戦争終戦当時の駐スイス公使で、戦後西ドイツ大使を務める。
外務大臣秘書官や国連大使を務めた加瀬俊一（としかず）とは同姓同名の別人である。外務省内では彼と区別するため「大加瀬」と俗称されていた。

## 来歴・人物
東京生まれ。早稲田中学校、第一高等学校から東京帝国大学に進む。東京帝大在学中の1920年に高等文官試験外交科試験に合格したために、大学を中退して外務省に入省する。外務省同期に阪本瑞男、鹿島守之助など。
1935年に欧亜局第一課長、1938年に在アメリカ合衆国日本国大使館の一等書記官となる。太平洋戦争開戦後の1942年にイタリア公使となった。1944年には、いち早く終戦工作に入っていた同期阪本瑞男公使が中立国の任地スイスで死去したのに伴い同スイス公使となった。1945年8月、日本政府がポツダム宣言受諾を決めると、中立国公使であった加瀬は外交ルートにより宣言受諾の正式な通知を連合国代表に対しておこなった。
戦後、1952年にメキシコ大使、翌年には西ドイツ大使を歴任したが、西ドイツで体調を崩して一時帰任する。日本で療養に努めたが1956年に病没した。

## 和平工作と終戦への関わり
アメリカの情報機関である戦略情報局（Office of Strategic Services、略称OSS。CIAの前身）の文書（統合参謀長会議に12日付で提出された）によれば、スイス公使だった加瀬はドイツ敗戦後の1945年5月11日、当時スイス在住だったフリードリヒ・ハック（日本海軍にドイツの武器を売っていた）を通じて、
1. 日本と連合軍の敵対関係を停止するための活動についての希望[2]
2. ソ連を介した交渉は、ソ連の威信を高めて東アジア全域が共産化することになるため、米英と直接対話することが望ましい
3. 日本の望む条件の一つが天皇制の維持で、これは共産化を防ぐ唯一の手段である。国務次官グルーもおそらく同じ意見だろう

といった内容を戦略情報局スイス支局に伝えた。14日には、日本を取り巻く情勢を分析した電報を本省に送る。この中で加瀬は日本が置かれた立場は容易ではないと指摘し、戦争を継続して「最後の最後まで戦う」ことはドイツの轍を踏むこととなり、重大な危機に直面しているとした上で、軍事的に不利な状況では外交手段によって状況を変えるべきだと提案した。外交手段の具体的内容として、米英との直接交渉とソ連を通じた交渉を挙げ、米英との交渉は直接の和平を申し出るしかないが、ソ連を疎外することで参戦の口実を与える可能性があるとし、ソ連経由の交渉については「米英とソ連を疎隔すること」は問題外だとした上で、仮にソ連がこれ以上戦わずに目的を達成することを望むなら、彼らに提供できるものと引き替えに和平の仲介を取ることができるかもしれず、この交渉が失敗しても米英との直接交渉に失敗するよりはまだましだという見解を述べている。戦争を終わらせるために和平交渉に乗り出すべきだという提言であった。このうち「ソ連経由の交渉」の観点は、ほぼ同時期にソ連を経由した和平交渉を開始した東郷茂徳外務大臣ら外務省中央の見解に近く、ハックに対して語った「ソ連を利するので、米英との直接対話が望ましい」という意見とは異なっている。
同じ頃、スイス駐在の横浜正金銀行員で国際決済銀行にも所属していた北村孝治郎・吉村侃の両名から、アメリカとの直接交渉による連合国との和平工作を進める相談（スイス駐在陸軍武官の岡本清福中将の依頼による）を持ちかけられた際、加瀬はこれに内諾を与えた。北村と吉村は、国際決済銀行経済顧問だったスウェーデン人のペール・ヤコブソンの仲介により、7月になってスイス支局長であったアレン・ウェルシュ・ダレス（後のCIA長官）とコンタクト（ヤコブソンが両者と別々に会う形で実施された）をとり、ダレスからは東京から公式な表明があれば接触のための手続きに入ることを示唆される。これに基づき、岡本中将は7月18日に陸軍参謀総長の梅津美治郎宛に意見具申の電報を送ったとされるが、竹内修司はこの電報は結局梅津の目には触れなかったのではないかと推測している。加瀬は7月21日に（岡本の電報が東郷外相にも届いていることを前提に）2通の電報を外務省宛に発信した。この中で加瀬は、北村と吉村が「中立国を通じ米国側の意向を探る」活動をおこなっていることを紹介した上で、「単刀直入にアメリカと話し合うのが上策」と述べ、北村がヤコブソンを通じて得た情報を伝えた。しかし、外務省はソ連を仲介とした和平交渉を最優先としていた。この時期（7月20日頃）の東郷について長谷川毅は、和平の道筋として第一に「モスクワ路線」（ソ連への譲歩による、無条件以外の条件での終戦）、第二に「モスクワの斡旋を米英との直接交渉の第一歩」という二つの路線で進める考えであったとしている。
ポツダム宣言が連合国から示されると、加瀬は7月30日に外務省に対して、（4ヶ国に分割占領された）ドイツの場合とは要求内容が異なる（国体に触れていない、日本の主権を認めている、「無条件降伏」の対象が軍隊のみで政府ではない、一般平和産業の保持や通商を容認している等）が完全敗北した場合にはその保証はなくなること、「無条件降伏」の内容が緩和されていること、日本側の反応によってはソ連が日本に何らかの勧告を出す可能性があることを考察として送った。この電報の内容は、駐ソ連大使の佐藤尚武にも送られ、佐藤は加瀬の考察を「きわめて妥当な観察」と評価してポツダム宣言の早期受諾を促す電報を8月4日に東郷に送っている。和平工作やポツダム宣言について加瀬が外務省に送った電報を東郷がどう見ていたかという点についての評価は、論者により異なる。竹内修司は東郷が戦後の回想で、加瀬（および北村・吉村・岡本）による和平工作と後述の藤村義一の工作を混同している点を指摘し、加瀬らの動きについて東郷は無関心であったとしている。長谷川毅は、東郷と外務省は「ポツダム宣言受諾を基礎にした降伏の条件」の研究に着手はしていたが、天皇の地位が明言されていなかったためポツダム宣言受諾を提言できず、（ソ連対日宣戦布告まで）ソ連への斡旋依頼で政府をまとめざるを得なかったとしている。長谷川は、広島市への原子爆弾投下2日後の時点でも東郷はポツダム宣言受諾を強く主張しておらず、ソ連への斡旋に望みをかけていたとしている。これに対して有馬哲夫は、前記の7月21日の加瀬の電報と合わせて、これらを目にした東郷が「連合国側が天皇制存置を黙認する」という感触を得て、ポツダム宣言の早期受諾に向けて動くようになったとしている。
この年の6月から7月にかけて、公使館の海軍顧問輔佐官だった藤村義一中佐が単独でハックを介してダレスに向けておこなっていた和平工作について、この話を謀略と見た海軍中央から扱いを一任された外務省から、7月23日に「詳細を現地の海軍武官から聴取されたい」という電報が加瀬宛に届く。加瀬は藤村とその上司の西原市郎大佐に聴取した上で、7月31日に外務省に返電を送ったが、この中で加瀬は「藤村輔佐官は当人の性格上、並びに西原武官が技術官である関係から種々問題を惹き起こしている」と記した上で、「イニシァチブが米国側から出たものとは認め難いので黙殺することにすべきだと思う」と記している。藤村の側は、戦後の1948年に元海軍少将の高木惣吉から和平工作の聴取を受けた際、加瀬を「無能の人物。責任の分散を恐れる事甚だしかった。本土決戦を主張する大本営の意向に反する仕事をすることは、表面的には問題が深刻重大であるため、他の人に話させたかった」と評した。藤村は当時、加瀬らが行っていた和平工作についてまったく知らなかったとされている。

## 栄典
- 1940年（昭和15年）8月15日 - 紀元二千六百年祝典記念章[25]